# Lepanthes eximia
Lepanthes eximia är en orkidéart som beskrevs av Oakes Ames. Lepanthes eximia ingår i släktet Lepanthes och familjen orkidéer. Inga underarter finns listade i Catalogue of Life.